# Temporada 2012 de la Red Bull MotoGP Rookies Cup
La temporada 2012 de la Red Bull MotoGP Rookies Cup continuó con la búsqueda de futuros campeones del mundo.

## Calendario
| Calendario 2012 | Calendario 2012  | Calendario 2012 | Calendario 2012   | Calendario 2012 | Calendario 2012     |
| Ronda           | Fecha            | Circuito        | Pole position     | Vuelta rápida   | Piloto ganador      |
| --------------- | ---------------- | --------------- | ----------------- | --------------- | ------------------- |
| 1               | 28 de abril      | Jerez           | Marcos Ramírez    | Diego Pérez     | Florian Alt         |
| 1               | 29 de abril      | Jerez           | Marcos Ramírez    | Joe Roberts     | Lorenzo Baldassarri |
| 2               | 5 de mayo        | Estoril         | Ivo Lopes         | Kyle Ryde       | Scott Deroue        |
| 2               | 6 de mayo        | Estoril         | Ivo Lopes         | Karel Hanika    | Scott Deroue        |
| 3               | 16 de junio      | Silverstone     | Karel Hanika      | Stefano Manzi   | Florian Alt         |
| 3               | 17 de junio      | Silverstone     | Karel Hanika      | Scott Deroue    | Philipp Öttl        |
| 4               | 29 de junio      | Assen           | Karel Hanika      | Marcos Ramírez  | Florian Alt         |
| 4               | 30 de junio      | Assen           | Karel Hanika      | Livio Loi       | Florian Alt         |
| 5               | 7 de julio       | Sachsenring     | Nicolò Castellini | Scott Deroue    | Scott Deroue        |
| 5               | 8 de julio       | Sachsenring     | Nicolò Castellini | Hafiq Azmi      | Lukas Trautmann     |
| 6               | 25 de agosto     | Brno            | Karel Hanika      | Karel Hanika    | Karel Hanika        |
| 6               | 26 de agosto     | Brno            | Karel Hanika      | Livio Loi       | Livio Loi           |
| 7               | 15 de septiembre | Misano          | Bradley Ray       | Philipp Öttl    | Karel Hanika        |
| 8               | 29 de septiembre | Aragón          | Karel Hanika      | Livio Loi       | Lukas Trautmann     |
| 8               | 30 de septiembre | Aragón          | Karel Hanika      | Jorge Martín    | Karel Hanika        |

## Estadísticas

### Sistema de puntuación
Solo los 15 primeros suman puntos. El piloto tiene que terminar la carrera para recibir puntos.
| Posición | 1.º | 2.º | 3.º | 4.º | 5.º | 6.º | 7.º | 8.º | 9.º | 10.º | 11.º | 12.º | 13.º | 14.º | 15.º |
| -------- | --- | --- | --- | --- | --- | --- | --- | --- | --- | ---- | ---- | ---- | ---- | ---- | ---- |
| Puntos   | 25  | 20  | 16  | 13  | 11  | 10  | 9   | 8   | 7   | 6    | 5    | 4    | 3    | 2    | 1    |

### Campeonato de pilotos
| Pos. | Rider               | JER | JER | EST | EST | SIL | SIL | ASS | ASS | SAC | SAC | BRN | BRN | MIS | ARA | ARA | Pts |
| ---- | ------------------- | --- | --- | --- | --- | --- | --- | --- | --- | --- | --- | --- | --- | --- | --- | --- | --- |
| 1    | Florian Alt         | 1   | Ret | 2   | Ret | 1   | 4   | 1   | 1   | 5   | 4   | 3   | 4   | 5   | 3   | 2   | 233 |
| 2    | Scott Deroue        | 10  | Ret | 1   | 1   | 5   | 2   | 5   | 7   | 1   | 3   | 9   | Ret | 4   | Ret | 7   | 177 |
| 3    | Karel Hanika        | Ret | 16  | 3   | 3   | 10  | 3   | 6   | Ret | 3   | 9   | 1   | 16  | 1   | 5   | 1   | 162 |
| 4    | Philipp Öttl        | 6   | 4   | 8   | 2   | 4   | 1   | 2   | 3   | 7   | Ret | 10  | DNS | 8   | NC  | 5   | 159 |
| 5    | Lukas Trautmann     | 11  | 9   | 11  | 8   | 9   | 18  | Ret | 20  | 4   | 1   | 5   | 5   | 2   | 1   | 3   | 153 |
| 6    | Marcos Ramírez      | 2   | 6   | 7   | Ret | 14  | 9   | 8   | 2   | 6   | 5   | 4   | 12  | 10  | 2   | 4   | 153 |
| 7    | Bradley Ray         | Ret | 5   | 5   | 19  | 2   | 6   | 7   | 5   | 20  | 10  | 7   | 7   | 9   | 4   | 9   | 123 |
| 8    | Lorenzo Baldassarri | 8   | 1   | 14  | 10  | 12  | 7   | Ret | 11  | 11  | Ret | 8   | 6   | 7   | Ret | 6   | 101 |
| 9    | Joe Roberts         | 7   | Ret | 9   | 5   | 11  | 12  | 4   | 12  | 13  | 11  | 11  | 2   | 12  | 8   | 13  | 101 |
| 10   | Ivo Lopes           | 5   | 2   | 4   | Ret | Ret | 5   | 3   | 8   | 15  | 6   | 20  | 8   | Ret | Ret | 15  | 99  |
| 11   | Livio Loi           | 13  | 8   | 20  | 11  | DNS | 17  | 22  | 10  | 12  | 7   | 2   | 1   | 3   | Ret | NC  | 96  |
| 12   | Jorge Martín        | Ret | 12  | 12  | 6   | 6   | 11  | 10  | 6   | 19  | 8   | 6   | Ret |     | 7   | 10  | 82  |
| 13   | Stefano Manzi       | 15  | 17  | 19  | 12  | Ret | Ret | 9   | 14  | 9   | 2   | 22  | 3   | Ret | 6   | 8   | 75  |
| 14   | Diego Pérez         | 3   | 3   | 16  | 18  | 8   | 15  | 14  | 18  | 18  | 13  | 12  | 10  | 6   | 11  | Ret | 71  |
| 15   | Kyle Ryde           | 4   | Ret | 6   | 4   | 3   | 8   | 12  | Ret | 14  | Ret | 17  | Ret | 17  | 12  | 16  | 70  |
| 16   | Hafiq Azmi          | 14  | 7   | 10  | 7   | 17  | 13  | 11  | Ret | 8   | 17  | 14  | 9   | 11  | 9   | Ret | 63  |
| 17   | Aaron España        | 9   | Ret | 13  | 9   | 7   | 16  | 18  | 15  | 10  | 12  | 18  | 13  | 13  | 14  | 17  | 45  |
| 18   | Willi Albert        | 12  | Ret | 17  | 15  | 15  | 21  | 16  | 9   | 2   | 18  | 13  | Ret |     |     |     | 36  |
| 19   | Simon Danilo        | Ret | 13  | Ret | Ret | 13  | 19  | 13  | 4   | 22  | Ret | Ret | DNS |     |     |     | 22  |
| 20   | Jordan Weaving      | Ret | 11  | 15  | 16  | 18  | 10  | 19  | 19  | 21  | 14  | 19  | 14  | 16  | Ret | 11  | 21  |
| 21   | Nicolò Castellini   | Ret | 10  | 18  | 13  | DNS | 14  | 17  | 13  | Ret | Ret | 16  | Ret | 14  | 15  | 18  | 17  |
| 22   | Yui Watanabe        | Ret | 15  | 21  | 14  | DNS | DNS | 21  | Ret | 17  | 19  | 15  | 11  | 18  | 13  | 12  | 16  |
| 23   | Tarran Mackenzie    |     |     |     |     | 19  | 20  | 20  | 16  | Ret | 15  | 21  | 15  | 15  | 10  | 14  | 11  |
| 24   | Filippo Scalbi      | 16  | 14  | 22  | 17  | 16  | 22  | 15  | 17  | 16  | 16  | Ret | 17  | 19  | Ret | 19  | 3   |
| Pos. | Rider               | JER | JER | EST | EST | SIL | SIL | ASS | ASS | SAC | SAC | BRN | BRN | MIS | ARA | ARA | Pts |

| Color     | Resultado                                                               |
| --------- | ----------------------------------------------------------------------- |
| Oro       | Ganador                                                                 |
| Plata     | 2.ª plaza                                                               |
| Bronce    | 3.ª plaza                                                               |
| Verde     | Finalizó en los puntos                                                  |
| Azul      | Finalizó sin puntos                                                     |
| Azul      | NC - No clasificado                                                     |
| Violeta   | Ret - No terminó (Carrera)                                              |
| Rojo      | DNQ - No se clasificó                                                   |
| Negro     | DSQ - Descalificado                                                     |
| Blanco    | DNS - No empezó (carrera)                                               |
| Blanco    | WD - Retirado (fin de semana)                                           |
| Blanco    | C - Carrera cancelada                                                   |
| Sin color | DNP - Inscrito pero no participó                                        |
| Sin color | INJ - Lesionado                                                         |
| Sin color | EX - Excluido                                                           |
| Estado    | Resultado                                                               |
| Negrita   | Pole position                                                           |
| Cursiva   | Vuelta rápida                                                           |
| †         | Abandona, pero clasifica al completar el porcentaje requerido para ello |

## Pilotos
| Pilotos 2012 | Pilotos 2012        | Pilotos 2012 |
| N.º          | Piloto              | Rondas       |
| ------------ | ------------------- | ------------ |
| 3            | Diego Pérez         | 1-8          |
| 5            | Philipp Öttl        | 1-8          |
| 7            | Lorenzo Baldassarri | 1-8          |
| 8            | Hafiq Azmi          | 1-8          |
| 11           | Livio Loi           | 1-8          |
| 18           | Aaron España        | 1-8          |
| 19           | Tarran Mackenzie    | 3–8          |
| 21           | Filippo Scalbi      | 1-8          |
| 24           | Marcos Ramírez      | 1-8          |
| 25           | Willi Albert        | 1–6          |
| 27           | Joe Roberts         | 1-8          |
| 28           | Bradley Ray         | 1-8          |
| 29           | Stefano Manzi       | 1-8          |
| 34           | Jordan Weaving      | 1-8          |
| 46           | Yui Watanabe        | 1-8          |
| 47           | Nicolò Castellini   | 1-8          |
| 50           | Lukas Trautmann     | 1-8          |
| 66           | Florian Alt         | 1-8          |
| 75           | Ivo Lopes           | 1-8          |
| 77           | Kyle Ryde           | 1-8          |
| 88           | Jorge Martín        | 1–6, 8       |
| 94           | Simon Danilo        | 1–6          |
| 95           | Scott Deroue        | 1-8          |
| 98           | Karel Hanika        | 1-8          |